# Jabonera

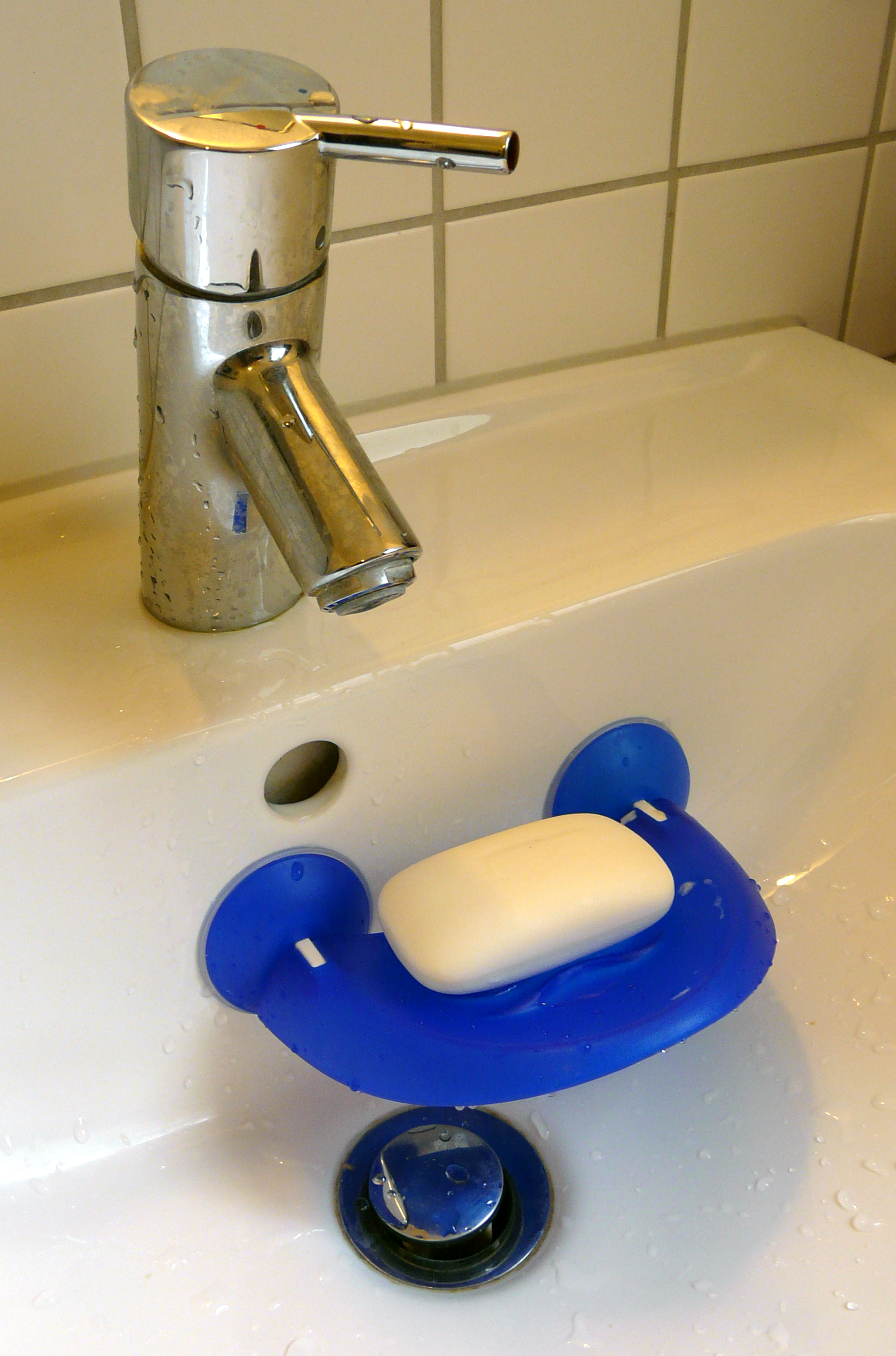
Jabonera con ventosas.

Una jabonera es un recipiente cóncavo o bandeja que se sitúa junto al lavabo para poner la pastilla de jabón. Puede ser una vasija de fondo liso o perforado para facilitar que escurra tanto el agua como los restos de jabón, que a veces se coloca en el interior del lavabo colgándola de los agujeros de rebalse o de los bordes. En ambos casos disminuyen la suciedad de la encimera y el jabón se mantiene en mejores condiciones.